# Ореанда-Ісар
Ореанда-Ісар (крим. Oreanda İsar) — руїни укріплення X—XIII століття (за іншими даними VIII—XV століття), розташовані на горі Хрестова в Нижній Ореанді Ялтинського району на Південному березі Криму. Рішеннями Кримського облвиконкому № 595 від 5 вересня 1969 року та № 16 від 15 січня 1980 року (обліковий № 488) укріплення «Ореанда-Ісар» VIII—XV століття було оголошено історичною пам'яткою регіонального значення.

## Опис
Укріплення розташоване на куполоподібній вершині гори висотою 204 м, з північного сходу, сходу і південного сходу обмеженою скельним урвищем, так само крутий південний схил, завалений уламками скель. Довжина периметра ісара 380 м, з них 240 м були захищені стінами з буту на глиняному (подекуди вапняному) розчині (товщина стін 2—3 м, збереглися на висоту до 2,5 м), решта — круті обриви, можливий прохід через кулуари яких перекривався невисокими кам'яними стінами. Розміри фортеці 100 на 85 м (приблизно 0,52 гектара). В'їзд (ворота) розташовувався в північній стіні, до якого підходила колісна дорога, що за воротами проходила між двох стін (оборонний тамбур — протейхізма площею 100 м²) і закінчувалася біля других воріт фортеці завширшки 2 м. Від воріт до основного поселення вів досить стрімкий 30-метровий підйом, також захищений протейхізмою (туди ж вели сходи від хвіртки в протейхізмі (оборонному тамбурі) біля перших воріт) — оборонна система фортеці була подібна до інших ісарів Південного берега. Біля стін фортеці виявлено господарське приміщення з піфосом (можливо, комора), залишки каплиці, плитові могили, влаштовані, можливо, вже після руйнування стін (не раніше XIII століття). Фортечні стіни ісара зводилися двічі: перші, з великих вапнякових брил, ймовірно в VI—VIII столітті і захищали поселення, яке загинуло в пожежі X століття; на їхніх залишках в XI столітті були зведені нові, з дрібнішого буту, що проіснували до XIII століття. Невеликі житлові будівлі («хатинки») розташовувалися на вирівняних і розчищених до скелі майданчиках (понад 30 штук), без жодного порядку, між будинками — вулички не більше метра завширшки. Загалом, за розрахунками істориків, у поселенні могло проживати 200—300 осіб, ознак майнового розшарування жителів виявлено не було. На найвищій точці гори розкопано фундамент будівлі розмірами 8 на 13 м, імовірно — церкви. Вважається, що укріплення розташовувалося біля стародавньої дороги з Гаспри в Лівадію і могло виконувати контролюючі функції.

## Історія вивчення
Перше повідомлення про руїни залишив Петер-Симон Паллас. Петро Кеппен у книзі «Про давнину Південного берега Криму і гір Таврійських» 1837 фактично переказує повідомлення Палласа. Микола Ернст у книзі «Соціалістична реконструкція Південного берега Криму» 1935 року називав пам'ятник «греко-готською фортецею Ургенда-Ісар» із залишками стін та видимими руїнами будівель усередині. Її згадував Микола Рєпніков в «Археологічній карті Південного берега Криму» 1933 року, Володимир Дяков у роботі 1942 року датував ісар римським часом. Докладний звіт про розвідувальні розкопки 1968 року, проведені О. Домбровським, О. Паршиною і Ю. Скобелєвим, міститься у звіті Скобелєва «Археологічна розвідка на г. Хрестовій у Верхній Ореанді». Узагальнювальні висновки з проведених розкопок було викладено у статтях Олега Домбровського «Середньовічні поселення та „Ісари“ Кримського Південнобережжя» 1974 року зі збірника «Феодальна Таврика». та Лева Фірсова «Ореанда — скелі та виноградники» в книзі «Ісари — нариси історії середньовічних фортець Південного берега Криму».